# Paul Seguin (politicus)
Paul Seguin (Messia-lès-Chilly, 9 november 1885 - Lons-le-Saunier, 15 juni 1967) was een Frans politicus.
Seguin werd geboren in een arbeidersgezin in Messia-lès-Chilly in het departement Jura. Hij diende in het Franse leger tijdens de Eerste Wereldoorlog. Hij vestigde zich na de oorlog in Lons-le-Saunier waar hij handelsreiziger en handelaar werd. Hij huwde en kreeg drie dochters.

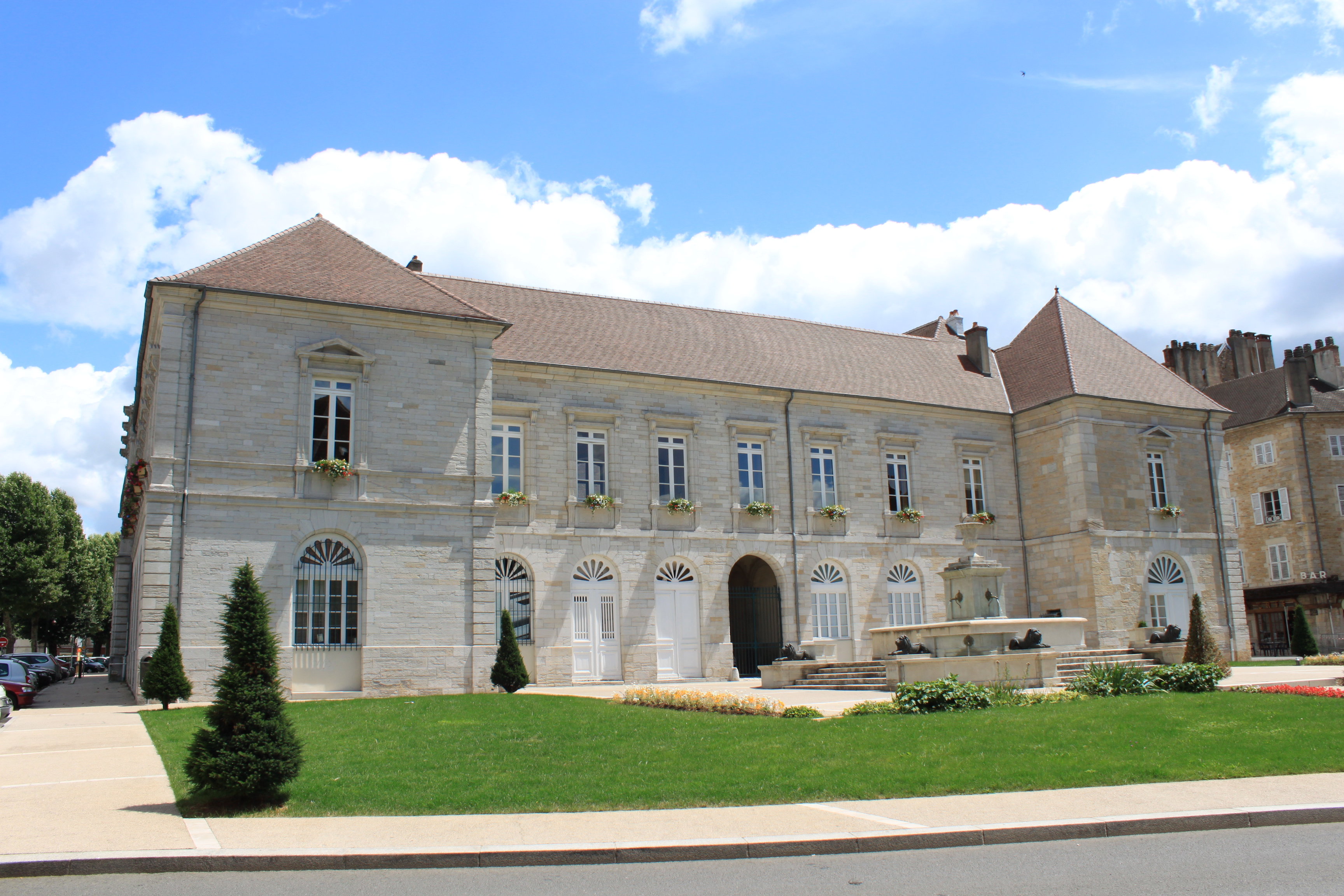
Toenmalig stadhuis van Lons-le-Saunier

In 1935 werd hij verkozen in de gemeenteraad van Lons-le-Saunier. Hij nam als tegenstander van de Vichy-regering uit die functie ontslag in 1941 en werd lid van het Franse verzet. Na de bevrijding werd hij burgemeester van Lons-le-Saunier. Die functie oefende hij uit van 1944 tot 1965. Hij zette zich in voor de sanering van de begroting en liet ook infrastructuurwerken uitvoeren, zoals de overkapping van de rivier die door het centrum van de stad loopt. In 1945 werd hij vicevoorzitter van de Conseil général van Jura.
Bij de senaatsverkiezingen van 7 september 1948 stelde Seguin zich verkiesbaar op de lijst van het Rassemblement des gauches républicaines maar werd niet verkozen. Bij de senaatsverkiezingen van 19 juni 1955 raakte hij wel verkozen voor de Senaat op de lijst van het Rassemblement des gauches républicaines. Hij stelde zich niet opnieuw verkiesbaar in 1959.
Seguin was ridder in het Legioen van Eer.